# Tabi

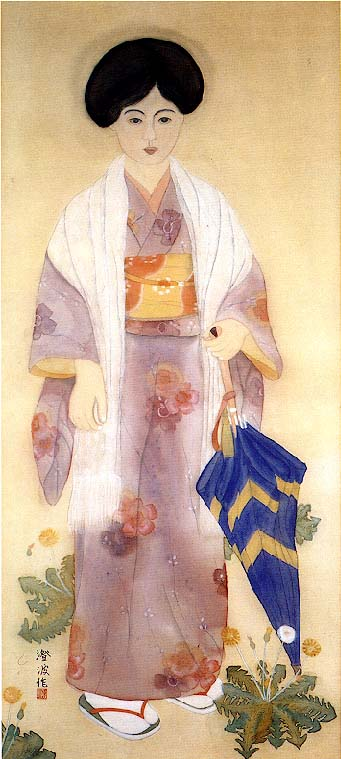
Donna del primo periodo Shōwa con un paio di tabi

I tabi (足袋?) sono dei calzini tradizionali di cotone giapponesi che arrivano all'altezza della caviglia e che separano l'alluce dalle altre dita del piede. Risalgono al XVI secolo e hanno raggiunto un picco di popolarità durante il periodo Edo (1603-1867).
A differenza dei normali calzini, che quando indossati aderiscono perfettamente al piede perché fatti di materiale elastico, i tabi vengono tradizionalmente creati con due lembi di stoffa non elastica; hanno quindi un'apertura sul retro per permettere al piede di scivolare dentro e naturalmente dei bottoni per chiudere l'apertura.
Sembra che la parola tabi derivi dal termine tanbi, che significa un livello di pelle. In antichità erano fatti di cuoio e venivano portati dalle classi più agiate e dai samurai.

## Utilizzo

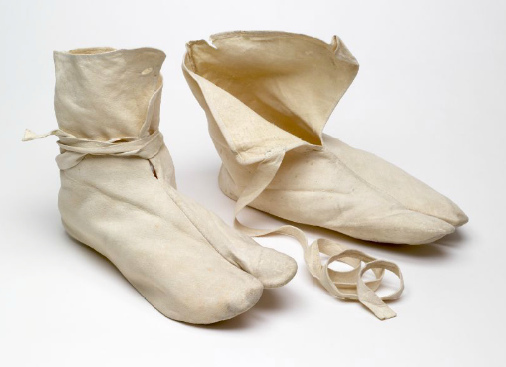
I tabi bianchi del XX secolo

I tabi vengono indossati, soprattutto nel periodo estivo, sia da uomini sia da donne con dei sandali zōri, geta o calzature analoghe.
I tabi bianchi sono usati in situazioni formali come le cerimonie del tè e sono inoltre essenziali con i kimono o con costumi tradizionali simili. Talvolta gli uomini indossano dei tabi blu o neri durante i viaggi, mentre i tabi con colori più sgargianti o con delle fantasie stampate vengono indossati principalmente dalle donne.
I tabi sono utilizzati in Giappone dai ballerini di danze tradizionali, gli attori e i batteristi taiko. Oltre che nell'abbigliamento tradizionale vengono usati anche dai praticanti di arti marziali (karate, kendō, kenjutsu, kyudo e iaidō). Inoltre, secondo la teoria Shiatsu, indossare i tabi porta benefici alla schiena, alla colonna vertebrale e alla digestione per la presenza dei meridiani dell'agopuntura localizzati tra le due dita.

## Tipologie di tabi

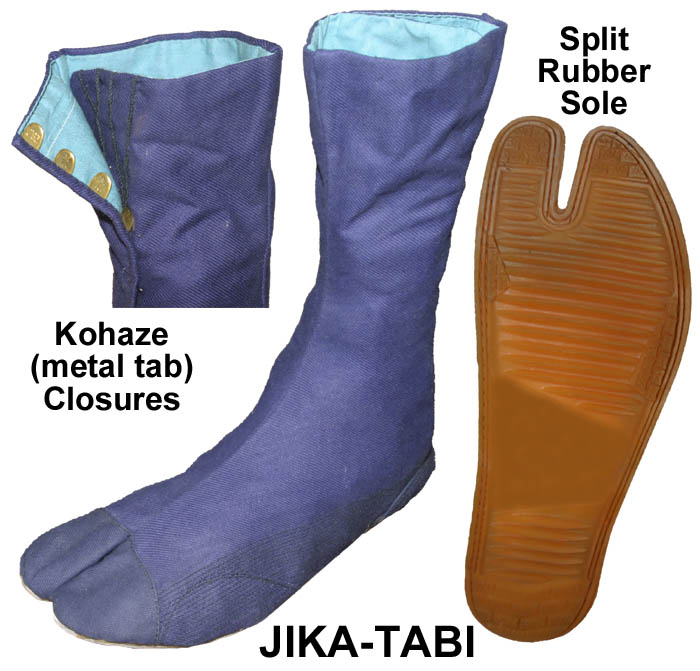
Un esempio di jika-tabi

Esistono vari tipi di tabi: i tabi odori, i calzini tabi e i jika-tabi:
- i tabi odori (detti anche tabi da interno) sono più alti, non elastici e usati generalmente negli ambienti interni della casa;
- i calzini tabi sono elasticizzati e più bassi dei tabi standard;
- i jika-tabi (letteralmente i tabi che hanno contatto con il suolo), indossati solitamente da operai edili, contadini e giardinieri, sono stivaletti rivestiti in gomma e modellati sul calzino tradizionale.